# Melbourne Track Classic 2011
Melbourne Track Classic 2011 – mityng lekkoatletyczny, który odbył się 3 marca w Melbourne. Zawody zainaugurowały drugi sezonu cyklu World Challenge Meetings rozgrywanego pod egidą IAAF. 

## Rezultaty

### Mężczyźni
| Konkurencja:               | 1. miejsce          | Rezultat    | 2. miejsce       | Rezultat    | 3. miejsce        | Rezultat    |
| Bieg na 100 m              | Aaron Rouge-Serret  | 10,51 SB    | Isaac Ntiamoah   | 10,55       | Anthony Alozie    | 10,58 SB    |
| Bieg na 200 m              | Aaron Rouge-Serret  | 21,14 SB    | Nicholas Hough   | 21,29       | Tim Leathart      | 21,54       |
| Bieg na 400 m              | Steven Solomon      | 46,12 PB    | Sean Wroe        | 46,23 SB    | Kevin Moore       | 46,32 SB    |
| Bieg na 800 m              | David Rudisha       | 1:43,88 SB  | Nick Symmonds    | 1:45,09 SB  | Lachlan Renshaw   | 1:45,66 PB  |
| Bieg na 1500 m             | Jeff Riseley        | 3:36,71 SB  | Asbel Kiprop     | 3:37,63 SB  | Alan Webb         | 3:37,82 SB  |
| Bieg na 5000 m             | Bernard Lagat       | 13:08,43 SB | Ben St. Lawrence | 13:10,08 PB | Chris Solinsky    | 13:10,22 SB |
| Bieg na 110 m przez płotki | Greg Eyears         | 14,37       | Ben Khongbut     | 14,56       | Jack Conway       | 14,58       |
| Bieg na 400 m przez płotki | Justin Gaymon       | 49,75 SB    | Brendan Cole     | 50,25 SB    | James Mortimer    | 50,73 PB    |
| Skok wzwyż                 | Chris Armet         | 2,18 SB     | Josh Hall        | 2,14        | Joshua Lodge      | 2,14 SB     |
| Skok o tyczce              | Siergiej Kuczerianu | 5,30        | Joel Pocklington | 5,10 SB     | Stephen Cain      | 4,95 PB     |
| Skok w dal                 | Mitchell Watt       | 7,98 SB     | Kane Brigg       | 7,45 PB     | Chris Noffke      | 7,36        |
| Trójskok                   | Henry Frayne        | 16,91 =PB   | Alwyn Jones      | 15,86       | Josh Lumley       | 15,39       |
| Pchnięcie kulą             | Reese Hoffa         | 21,10 SB    | Dale Stevenson   | 19,41       | Damien Birkinhead | 17,52       |

### Kobiety
| Konkurencja:   | 1. miejsce     | Rezultat   | 2. miejsce        | Rezultat   | 3. miejsce               | Rezultat            |
| Bieg na 100 m  | Sally McLellan | 11,52      | Mikele Barber     | 11,61 SB   | Charlotte Van Veenendaal | 11,78               |
| Bieg na 200 m  | Sally McLellan | 23,36      | Mikele Barber     | 23,64 SB   | Laura Whaler             | 24,11               |
| Bieg na 800 m  | Kenia Sinclair | 1:59,63 SB | Tamsyn Lewis      | 2:01,50 SB | Katherine Katsanevakis   | 2:02,60 PB          |
| Bieg na 1500 m | Jemma Simpson  | 4:08,49 SB | Kaila McKnight    | 4:08,94 SB | Bridey Delaney           | 4:11,01 PB          |
| Pchnięcie kulą | Valerie Vili   | 20,13      | Margaret Satupai  | 15,45      | Kimberley Mulhall        | 14,61 SB            |
| Rzut dyskiem   | Dani Samuels   | 61,00 SB   | Kimberley Mulhall | 52,42      | Margaret Satupai         | 51,92 NR NUR NJR PB |